# Bleekgele mycena
De bleekgele mycena (Atheniella flavoalba, synoniem: Mycena flavoalba) is een oneetbare paddenstoelensoort uit de familie Mycenaceae. De paddenstoel komt voor in Europa, het Midden-Oosten en Noord-Amerika, waar hij verspreid of in dichte groepen groeit onder coniferen en op humus in eikenbossen.

## Kenmerken

### Uiterlijke kenmerken
Hoed
De hoed is aanvankelijk kegelvormig, wordt dan convex en ten slotte plat, en kan afmetingen bereiken tot 1,5 cm. De hoed is hygrofaan. De kleur van de hoed is ivoorwit tot geelachtig wit, soms meer gelig in het midden. 
Lamellen
De soms wat afstandelijke, witachtige lamellen zijn bol en aan de steel gegroeid. Ze kunnen soms een roze gloed hebben. De lamellaire randen hebben dezelfde kleur.
Steel
De buisvormige stelen zijn maximaal 8 cm lang en 2,5 mm dik, en hebben lange, ruwe witte haren aan de basis. Het is hol en lichtgeel van kleur of bijna kleurloos doorschijnend. Het gladde oppervlak van de steel is bedekt met fijne cystidia. Het dunne, doorschijnende geelachtige vruchtvlees is behoorlijk taai en elastisch en geeft bij kneuzing een helder waterig sap af.
Geur en smaak
De paddenstoel ruikt en smaakt onopvallend.
Sporenprint
De sporenprint is wit.

### Microscopische kenmerken
De elliptische, inamyloïde sporen meten 5,5–9,5 × 3,5–4,5 µm. De gladde cheilocystidia zijn bolvormig tot flesvormig en hebben vaak een lange nek. De cuticula is een relatief korte hyfen, daartussen bevinden zich dunnere hyfen die veel kleine uitsteeksels dragen.

## Classificatie en naamgeving
Voor het eerst beschreven als Agaricus flavoalbus door de Zweedse mycoloog Elias Magnus Fries in 1838. De Amerikaanse mycoloog Rolf Singer bracht de soorten in respectievelijk 1938 en 1951 over naar de geslachten Hemimycena en Marasmiellus. Singer veranderde later van gedachten over deze plaatsingen, en in zijn Agaricales in Modern Taxonomy uit 1986 beschouwde hij de soort een Mycena. De binominale resultaten die uit deze overdrachten voortvloeien, worden als synoniemen beschouwd; een ander synoniem is Mycena luteoalba.
De botanische naam flavoalba ("geel-wit") is een combinatie van de Latijnse bijvoeglijke naamwoorden flavus ("geel") en alba ("wit").  De gewone naam van de paddenstoel is de "Bleekgele mycena".

## Leefomgeving en verspreiding

Europees verspreidingsgebied

De vruchtlichamen (sporocarp) van Atheniella flavoalba kunnen verspreid of dicht op elkaar groeien op naaldbedden onder coniferen, en op humus in eikenbossen in de herfst. Hoewel de soort over het algemeen zeldzaam is, komt hij op sommige plaatsen in grote aantallen voor.
In de Verenigde Staten komt de soort voor in Colorado, Idaho, Michigan, North Carolina, Oregon, Washington, Wyoming, Florida en Kansas.  Hij komt ook voor in Europa en Israël.  De soort wordt vermeld als "minst zorgwekkend" in de Rode Lijst van de IUCN.

### Geciteerde tekst
- Smith AH. (1947). North American species of Mycena'. University of Michigan Press, Ann Arbor.